# Uranthoecium truncatum
Uranthoecium,  es un género monotípico de plantas herbáceas de la familia de las gramíneas o poáceas. Su única especie: Uranthoecium truncatum (Maiden & Betche) Stapf, es originaria de Australia.

## Descripción
Es una planta anual (o perenne de corta vida); cespitosa con tallos de 15-50 cm de altura; herbácea; aplanado; ramificada anteriormente. Culmos con los nudos peludos. Entrenudos huecos.  Hoja láminas lineares; estrechas; de alrededor de 4 mm de ancho; planas (suaves); sin venación; persistente. La lígula es una membrana con flecos o una franja de pelos; 0,75-1,5 mm de largo. Plantas bisexuales, con espiguillas bisexuales ; con flores hermafroditas.

## Taxonomía
Uranthoecium truncatum fue descrita por (Maiden & Betche) Stapf y publicado en Hooker's Icones Plantarum 31: t. 3073. 1916.
Sinonimia
- Rottboellia truncata Maiden & Betche	[3]